# Donja Kruševica
Donja Kruševica (cyr. Доња Крушевица) – wieś w Serbii, w okręgu braniczewskim, w gminie Golubac. W 2011 roku liczyła 311 mieszkańców.